# Tadeusz Friedrich
Tadeusz Friedrich, född 7 juli 1903 i Nowy Sącz, död 10 oktober 1976 i Kraków, var en polsk fäktare.
Friedrich blev olympisk bronsmedaljör i sabel vid sommarspelen 1932 i Los Angeles.